# Filippo Sorcinelli
Filippo Sorcinelli (Mondolfo, 1º luglio 1975) è un artista, organista e imprenditore italiano.

## Biografia
Allievo all’Istituto d’Arte di Fano, si licenzia come Maestro d’Arte prima nel 1992 e parallelamente studia presso il Conservatorio Gioachino Rossini di Pesaro fino al 1996. Nel 1997 ottiene una borsa di studio dal Pio Sodalizio dei Piceni per perfezionarsi in Organo presso il Pontificio Istituto di Musica Sacra di Roma. È stato organista presso la cattedrale di Fano dal 1989 al 1998, presso la cattedrale di Rimini (Tempio Malatestiano) nel 2012 e presso la cattedrale di San Benedetto del Tronto dal 2007 al 2013. 
Nel dicembre 2015 è stato insignito della Benemerenza Civica per i meriti artistici dal Comune di Santarcangelo di Romagna. 
Ha inciso un suo primo lavoro discografico nel 2015 Francophilie dedicato interamente alla musica francese.
È particolarmente apprezzato, tra l'altro, per la sua abilità nell'improvvisare all’organo.
Il 13 dicembre 2024 è stato chiamato a tenere un incontro con gli studenti di NABA - Nuova accademia di belle arti di Roma sul tema “Extrait de creation, sacralità è ossessione della ricerca della bellezza”.
Il 15 dicembre 2024 la Primaria Associazione Cattolica Artistico-Operaia di Carità Reciproca, in occasione dell'Anno Santo 2025, che il Santo Padre ha scelto di dedicare al tema della speranza, a seguito della decisione di una specifica Commissione, ha ritenuto di conferire a Filippo Sorcinelli il riconoscimento "Segno di Speranza nell'Arte", a merito dell'impegno sin qui profuso a servizio del prossimo, nell'ambito della sua vocazione artistica.
il 9 gennaio 2025,  è intervenuto presso il Senato della Repubblica italiana in occasione della Conferenza Stampa di presentazione del libro “Cerimonie e Potere” - Studio delle dinamiche protocollari tra la Repubblica italiana e lo Stato della Città del Vaticano di Antonio Veltri e Matteo Cantori su iniziativa del Senatore Guido Castelli.

## Atelier
Fondatore dell’atelier LAVS (Laboratorio Atelier Vesti Sacre, si legge "Laus") nel 2001, dedito allo studio e alla produzione di paramenti sacri per la Chiesa Cattolica. Il lavoro di LAVS è riconosciuto e documentato in tutto il mondo per aver realizzato numerose vesti per papa Benedetto XVI e per la messa di inizio pontificato di papa Francesco (2013). 
Sue opere sono state esposte alla mostra Saint Jérome et Georges de La Tour, tenuta dal 1º settembre al 20 dicembre 2013 presso il Musée Départemental Georges de La Tour con la coorganizzazione del Conseil Général de la Moselle in collaborazione con il Louvre di Parigi. Sempre nel 2013 gli viene affidato il compito della ricostruzione dei paramenti sacri in occasione della Ricognizione delle spoglie di papa Celestino V a l’Aquila.
Nel 2016 è stato realizzato un documentario dalla televisione tedesca DW dal titolo Filippo Sorcinelli. Projektant papieskich szat. Sempre nel 2016 è stato realizzato il documentario Les couturiers de l'église diffuso in Francia attraverso la televisione cattolica francese KTO.
Nel 2021 annuncia l’apertura del suo primo punto vendita di arte sacra a Roma, nello storico Borgo Vittorio, accanto a piazza San Pietro.
Il 28 agosto 2022 ha progettato e realizzato tutte le vesti sacre per il viaggio apostolico di papa Francesco a L’Aquila in occasione della 728ª Perdonanza Celestiniana.
A marzo 2023 apre il suo secondo monomarca a Milano, in Via della Moscova.
Il 2 febbraio 2024 è stato chiamato a tenere una Lectio Magistralis presso il Teatro Politeama dal titolo “Tradizione e Cultura salveranno l’Epicentro?”, organizzato dal Comune di Tolentino e patrocinato dal Consiglio Regionale delle Marche.
Il 27 marzo 2024 presso la Sala Pino Ricci di Palazzo delle Marche in Ancona le sue aziende hanno ricevuto un Encomio dal Consiglio regionale delle marche. Tra le motivazioni ufficiali, l’eccellenza marchigiana che le due imprese di Sorcinelli rappresentano in Italia e all’estero, portando lustro e prestigio a tutta la comunità del territorio. 
Nel luglio 2024 è stato scelto come stilista per creare l’abito della celebre statua della Madonna del Carmelo custodita presso la chiesa di S.Agata di Roma, rione Trastevere. Al termine della tradizionale processione sul fiume romano Tevere, domenica 28 luglio 2024 è stato insignito dello scapolare come membro onorario dell’Arciconfraternita del Carmine di Trastevere, dal Cardinale Pietro Parolin, Segretario di Stato di Sua Santità.
Le sue opere sono state fin da subito indossate il 9 maggio 2025, giorno successivo all'elezione da papa Leone XIV fin dalla sua prima Santa Messa con i cardinali nella Cappella Sistina. La Messa è stata concelebrata dai cardinali elettori e ha segnato l'inizio ufficiale del suo pontificato.

## Profumi
Nel 2013 fonda UNUM, casa di profumi d’arte, per il quale viene riconosciuto e recensito da testate giornalistiche e da televisioni nazionali ed europee. Nel 2016 fonda SAUF, celebrando con gli incensi il grande organo della Cattedrale di Notre Dame di Parigi.
Con l'implementamento e la riorganizzazione delle collezioni, l'azienda ha decisio di reindirizzare tutto su un unico marchio "Filippo Sorcinelli", con il logico scopo di centralizzare ogni comunicazione.
Nel marzo 2017 aggiunge la sesta fragranza dedicata al celebre fotografo marchigiano Mario Giacomelli.
Nel 2019 progetta una fragranza ispirata al terremoto delle Marche e Umbria del 2016 che, tra le altre ha gravemente colpito la città di Bolognola, ai piedi dei monti Sibillini. La fragranza, dal nome evocativo “epicentro”, contribuisce con i suoi ricavi alla ricostruzione.
Nel 2020, in piena pandemia Covid, annuncia la fragranza Notre-Dame 15.4.2019, collegata all’incendio che ha devastato la celebre Cattedrale di Parigi. 
Nel 2021 lancia la collezione "extrait de perversion", indagine sociale ed olfattiva che descrive momenti privati e intimi dell’uomo.
Nell’aprile 2023 è stato invitato presso la Pinacoteca Civica di Ascoli Piceno, selezionando le sue fragranze in un inedito percorso di dialogo con i capolavori ospitati nei suggestivi spazi espositivi, sotto la guida del professor Stefano Papetti.
A marzo 2024 è stata lanciata una particolare collezione dal nome "Memento", otto opere olfattive che descrivono gli odori di alcune celebri sacrestie intersecate con l'odore delle città corrispondenti.
A febbraio 2025 è stata presentata l'implementazione della collezione "atmosphere d'emotion": dopo la ricerca olfattiva sulla nebbia e sulla pioggia, quattro fragranze dedicate al vento all'interno della Sacra Scrittura.

## Arte - Esposizioni e festival
È stato direttore artistico di PAM Pro Arte Mondolfo.
Nell’Aprile 2017 in occasione della pubblicazione del documentario Quand l’habit fait le moine, il comune di Porto Vecchio vuole dedicare una grande mostra antologica di Filippo Sorcinelli dal titolo Voire e croire - Vedere e credere presso il Bastione principale della città, includendo tutto il suo percorso creativo ed artistico.Grazie al successo ricevuto, nello stesso anno l’esposizione viene richiesta ed installata nel Comune di Mondolfo, sancendo il ritorno di Filippo Sorcinelli nella sua città natale.
Nel 2018 ha ideato e organizzato Sinesthesia Festival, unico festival italiano dedicato ai cinque sensi. Il Festival, di notevole successo mediatico e di pubblico è proseguito fino al 2021 nel comune di Mondolfo.
Nel 2019, in piena pandemia Covid, ha ideato e organizzato il progetto di arte urbana permanente di Mondolfo galleria senza soffitto, mostra itinerante a cielo aperto di fotografia, street art, scultura e pittura, lungo le vie del centro storico di Mondolfo. Nel 2015 il comune di Santarcangelo di Romagna conferisce a Filippo Sorcinelli la benemerenza civica per i meriti artistici.
Il 30 dicembre 2021 ha inaugurato l’esposizione “Accordi e Fughe” presso il Museo Civico Archeologico di Santarcangelo di Romagna , dove dialoga con le opere permanenti attraverso la sua pittura, la scultura, le installazioni olfattive e la musica.
A maggio 2022, è tra i curatori della mostra Elisa Seitzinger dal titolo “Seitzinger Alchemica” al Forte Malatesta di Ascoli Piceno: un percorso che racconta le tappe fondamentali del fare artistico dell’artista di Domodossola, la sua poetica, le sue ispirazioni e le tante collaborazioni con nomi illustri dell’arte, della cultura, della musica e dell’editoria. 
Il 14 aprile 2023 ha inaugurato la mostra “In Persona Christi - Benedetto XVI e Francesco nei paramenti di Filippo Sorcinelli” presso il Museo Diocesano Pio IX di Imola. Piviali, casule e mitre, intessuti di sete, broccati e lane pregiate, insieme con opere di argenteria come calici e pastorali, disegnano un percorso espositivo in dialogo diretto con la tradizione iconografica e stilistica del patrimonio artistico della Chiesa Universale. A enfatizzare la percezione sensoriale ed emotiva, parte del percorso espositivo è accompagnata delle fragranze progettate dallo stesso Sorcinelli, che raccontano la sua storia di fede, servizio e passione per la bellezza.
È stato chiamato a far parte della Giuria in occasione della edizione 2024 e 2025 di Oroarezzo.
A fine 2024, l'emittente ARTE.tv ha dedicato un intero reportage sulla sua vita di artista.
Il 15 maggio 2025 ha inaugurato un’importante retrospettiva “ART IN RESPECT - Mostra dialogante” presso la Veneranda Biblioteca Ambrosiana di Milano. Un percorso non solo espositivo ma anche multisensoriale e spirituale dove moda, pittura e profumo si fondono in un dialogo profondo con le opere dei grandi maestri conservate nel Museo, da Leonardo a Raffaello fino a Caravaggio.